# Bracia Mozart
Bracia Mozart (szw. Bröderna Mozart) – szwedzki film komediowy z 1986 w reżyserii Suzanne Osten.
Podczas uroczystości wręczenia nagród Szwedzkiego Instytutu Filmowego Guldbaggegalan 1987, Suzanne Osten otrzymała nagrodę Złotego Żuka za reżyserię filmu. Poza tym film Bracia Mozart otrzymał nominację dla najlepszego filmu, a Etienne Glaser dla najlepszego aktora.
Film stał się popularny po śmierci premiera Szwecji Olofa Palmego, który został śmiertelnie postrzelony 28 lutego 1986 w centrum Sztokholmu, gdy bez eskorty agentów ochrony osobistej wracał w towarzystwie swojej żony Lisbet do domu, po projekcji Braci Mozart w kinie „Grand”.

## Fabuła
Tematem przewodnim filmu są przygotowania do wystawienia opery Wolfganga Amadeusza Mozarta Don Giovanni, na scenie Opery Królewskiej w Sztokholmie. Reżyser Walter ma całkowicie nową wizję przedstawienia. Chce, żeby cała akcja rozgrywała się na cmentarzu, a spektakl rozpoczynał się od ostatniego aktu, przy czym zamiast komandora zginać ma Don Giovanni. Kontynuacją przedstawienia ma być senny spektakl, który Don Giovanni widzi w chwili śmierci. Całe przedstawienie ma być zrealizowane w konwencji snu, bez logiki i kontekstu. Na scenie ma być umieszczony jeden otwarty grób wypełniony wodą.
Zarówno wizja Waltera, jak i jego metody pracy napotykają z początku na opór, który z biegiem czasu przekształca się w bunt i wściekłość wśród całego personelu: od śpiewaków i orkiestry przez personel techniczny, od reprezentanta związków zawodowych po garderobianych. Jedni argumentują swój sprzeciw tym, że Mozart by tego nie lubił, inni, że publiczności to się nie spodoba. Muzycy, których Walter próbuje namówić do udziału w spektaklu na scenie, a nie jak zwykle w orkiestronie, sprzeciwiają się, gdyż zostali zatrudnieni tylko do wykonywania swojego zawodu. Przemowa Waltera o burzeniu ustalonych schematów trafiła na znaczny opór, który jednak nie zniechęca reżysera od kontynuacji zamierzeń. Różne podejście do wizji przedstawienia prowadzi do chaosu, pośród którego przewijają się zwykle teatralne intrygi, kłótnie i pochlebstwa.
Reżyserowi przy pracy towarzyszy ekipa filmowa, której członkini jest zafascynowana jego osobą. Walter prywatnie okazuje się przeciwieństwem ideału, jaki kreuje w swojej pracy reżyserskiej, gdzie stara się, by aktorzy i orkiestra okazywali na scenie własne uczucia. Sam wydaje się ciągle uciekać od wrażliwych emocji, kierując się jedynie intelektualnie uzasadnionymi działaniami. Na scenie, pracując z dziećmi mającymi odegrać role porzuconego potomstwa Don Giovanniego, potrafi wyobrazić sobie ich tęsknotę za ojcem, prosząc, by chodziły po scenie nawołując rodzica. W tym samym czasie, gdy przebywające w teatrze dzieci Waltera wołają go, on ciągle stara się je uciszyć i każe im czekać, gdyż nie ma dla nich czasu.
Kilkukrotnie Walterowi ukazuje się Mozart przypominający repetytora Flemminga, częściej rozbawiony tym co widzi niż smutny czy strapiony. Podobieństwo Waltera, Flemminga i scenografa Fritza nie jest przypadkowe i rośnie w miarę upływu filmu. W jednej ze scen, gdy Walter próbuje uciec przed podnieconą recepcjonistką Mallą, wszyscy trzej na zmianę wchodzą i wychodzą przez podwójne drzwi, zamieniając się nakryciami głowy tak, żeby ostatecznie straciła orientacje kto jest kim. Wyglądają i zachowują się przy tym jak bracia, a scena nawiązuje do filmów braci Marx.
Specjalną pozycję w filmie zajmuje dyrektor opery, który wydaje się, że nie ma kontaktu z rzeczywistością, a jego wypowiedzi są mieszaniną jazgotu języka szwedzkiego, angielskiego i francuskiego.
W tym niemal surrealistycznym chaosie przedstawienie nabiera kształtów. Aktorzy i muzycy powoli akceptują metody Waltera i realizują jego pomysły. Pod koniec filmu, sukces przedstawienia staje się faktem. Po premierze, jeden z wcześniejszych przeciwników pomysłów Waltera, Olof (operowy Don Ottavio), w jednym z wywiadów stwierdza, że aktorzy i muzycy sami wykreowali przedstawienie, realizując własne pomysły. Wkład reżysera w spektakl ograniczył do roli administratora, a główną maksymę wypowiadaną przez Waltera przypisał sobie.
Po premierowym sukcesie nikt nie pamięta o Walterze, który w końcowej scenie filmu zostaje sam na scenie opery, leżąc na plecach w sztucznym bajorze wypełnionym wodą.

## Obsada
W rolach głównych wystąpili;
- Etienne Glaser – Walter, reżyser
- Philip Zandén – Flemming, repetytor
- Henry Bronett – Fritz, scenograf
- Loa Falkman – Eskil/Don Giovanni
- Agneta Ekmanner – Marian/Donna Elwira
- Lena T. Hansson – Ia/Donna Anna
- Helge Skoog – Olof/Don Ottavio
- Grith Fjeldemose – Therés/Zerlina
- Rune Zetterström – Lennart/Leporello
- Niklas Ek – Georg/komandor, ojciec Donny Anny
- Krister St. Hill – Ulf/Mazetto
- Gudrun Henricsson – Ottilia, nauczycielka śpiewu
- Malin Ek – Malla, telefonistka
- Anders Clason – szef teatru
- Amanda Ooms – Susan, członek ekipy filmowej
- Björn Kjellman – Håkan, członek ekipy filmowej
- Iwar Wiklander – szef techniczny teatru
- Lars Hansson – pracownik sceniczny
- Lars Wiik – pracownik sceniczny
- Saara Salminen – sprzątaczka
- M.A. Numminen – sprzątacz
- Pedro Hietanen – sprzątacz
- Ann Petrén – zdenerwowana kobieta
- Okko Kamu – dyrygent
- Ana-Yrsa Falenius – oboistka
- Henric Holmberg – skrzypek, działacz związkowy
- Björn Gedda – kontrabasista
- Nils Gredeby – klarnecista
- Inga Sarri – klarnecistka
- Bo Samuelson – Hjalmar, waltornista
- Marian Gräns – waltornistka
- Iwa Boman – flecistka
- Vladimir Puhony – fagocista
- Lottie Ejebrant – skrzypaczka
- Kristof Kovács – skrzypek
- Inga Landgré – dziennikarka
- Gerd Andersson – tancerka
- Lars Bethke – tancerz
- Jenny Tyllström – starsza córka Waltera
- Frida Hasselvall – młodsza córka Waltera
- Gerd Hegnell – garderobiana
- Berit Bohm – chórzystka
- Elisabeth Erikson – chórzystka
- Doris Fallquist – chórzystka
- Gunilla Söderström – chórzystka
- Iwa Sörenson – chórzystka
- Roger Andersson – chórzysta
- Lars-Gunnar Axelsson – chórzysta
- David Matscheck – chórzysta
- Anders Wallgren – chórzysta

W partiach operowych śpiewali:
- Loa Falkman – Don Giovanni
- Elisabeth Erikson – Donna Elwira
- Iwa Sörenson – Donna Anna
- Gösta Zachrisson – Don Ottavio
- Grith Fjeldemose – Zerlina
- Rune Zetterström – komandor i Leporello

## Produkcja
Film Bracia Mozart został wyprodukowany w kooperacji wytwórni filmowej Crescendo Film i Stiftelsen Svenska Filminstitutet a producentem filmu był Göran Lindström. Zdjęcia do filmu kręcono między 17 czerwca a 5 sierpnia 1985 w gmachu Opery Królewskiej oraz w atelier sztokholmskiego Filmhuset. Autorami scenariusza filmu byli; reżyser Suzanne Osten, odtwórca głównej roli Etienne Glaser oraz pisarz i scenarzysta Niklas Rådström. Autorem zdjęć był Hans Welin, a za montaż odpowiadał Lars Hagström, dla którego był to ostatni film przed jego śmiercią (13 marca 1986).
Prapremierowy pokaz filmu odbył się 21 lutego 1985 w sali numer 1 sztokholmskiego kina Grand. Film po raz pierwszy został nadany w telewizji szwedzkiej 3 października 1988 w SVT2. Na kasetach typu VHS ukazał się w październiku 1996, a na DVD 12 listopada 2003.
Autorem plakatu filmowego jest szwedzki artysta Christer Themptander, syn premiera Szwecji Roberta Themptandera.

### Muzyka
W filmie wykorzystano fragmenty opery Wolfganga Amadeusza Mozarta Don Giovanni z 1787, napisanej na zamówienie Lorenza Da Ponte, który również jest autorem oryginalnego libretta. Autorami szwedzkiej wersji językowej, wykorzystanej w filmie są; Carl Gustaf Nordforss, Wilhelm Bauck i Erik Lindegren. Muzykę w wykonuje Orkiestra Symfoniczna Szwedzkiego Radia pod dyrekcją Okko Kamu, który również w filmie wcielił się w rolę dyrygenta. Dyrektorem muzycznym oraz kompozytorem pozostałej muzyki wykorzystanej w filmie jest Björn J:son Lindh.

## Recenzje
Film Bracia Mozart otrzymał głównie znakomite recenzje w szwedzkiej prasie.
Hanserik Hjertén na łamach dziennika Dagens Nyheter pisał o szarości w szwedzkiej kinematografii, która potrzebowała jasnego punktu, jakim z pewnością stał się film Bracia Mozart. Zaskoczeniem dla Hjerténa była przemiana reżyserka, jaką zaprezentowała Suzanne Osten. Po jej debiucie reżyserskim w ckliwym, autobiograficznym dramacie Mamma, tym razem rzuciła się w wesołą i lekko surrealistyczną wirtuozerie, rzadko spotykana w tych szerokościach geograficznych. Pomimo braku doświadczenia, Osten zdumiewająco zręcznie ukazała tę dziwną przygodę operową o buntowniku scenicznym, który stawia na głowie wszystkie przyjęte konwenanse, gdy ma wystawić operę Mozarta Don Giovanni.
Również do debiutu reżyserskiego Osten nawiązała Britta Svensson na łamach Expressen, pisząc, że przemiana, jaką przeszła Suzanne Osten od nudnego i pretensjonalnego filmu Mamma do Braci Mozart jest nie do uwierzenia. W swoim filmie Osten połączyła Braci Marx i Wolfganga Amadeusza Mozarta otrzymując hybrydę Bracia Mozart. Svennson opisała film jako szalone przedstawienie będące kombinacją burleski i ludzkiego humoru, połączeniem stylów Felliniego i Formana.
Sven E. Olsson w tygodniku Arbetet opisał Braci Mozart jako film o kreatywności, czasami sprzecznie krążący pomiędzy ludzkimi pragnieniami i cierpieniem. W komiczny sposób został ukazany sprzeciw personelu, gdy reżyser niespodziewanie postawił przed nim nowe zadania. Olsson zwrócił uwagę na doskonałe zdjęcia podkreślone zarówno wrażliwym, jak i odważnym montażem.
Szwedzki aktor i wykładowca sztuki filmowej Örjan Roth-Lindberg, w dwumiesięczniku poświęconym kinematografii Chaplin, podkreślił swój zachwyt wykonaniem muzyki Mozarta w kilku scenach. Były to; aria Don Giovanniego w wykonaniu Loa Falkmanna oraz aria Zerliny śpiewana do zazdrosnego Mazetta, początkowo jako szkic muzyczny, a następnie w przejrzystej interpretacji duńskiej śpiewaczki operowej Grith Fieldmose.

## Nagrody i wyróżnienia
Podczas uroczystości wręczenia nagród Szwedzkiego Instytutu Filmowego Guldbaggegalan 1987, Suzanne Osten otrzymała nagrodę Złotego Żuka za reżyserię filmu. Poza tym film Bracia Mozart otrzymał nominację dla najlepszego filmu, a Etienne Glaser dla najlepszego aktora.
Film został wyróżniony na Międzynarodowym Festiwalu Filmowym Figueira da Foz 1987 w Figueira da Foz.
Lena T. Hansson za role w filmach Bracia Mozart Amorosa i Ester otrzymała nagrodę na Festiwalu Filmów Feministycznych w Créteil w 1987 a film zdobył pierwszą nagrodę publiczności.

## Zabójstwo Olofa Palme
Na zwiększenie popularności filmu miało wpływ zabójstwo premiera Szwecji Olofa Palme. Został on śmiertelnie postrzelony 28 lutego 1986 w centrum Sztokholmu, gdy bez eskorty agentów ochrony osobistej wracał w towarzystwie swojej żony Lisbet do domu po projekcji Braci Mozart w kinie „Grand”.
Wcześniej Palme otrzymał propozycję zagrania roli dyrektora teatru w filmie, ale odmówił. Ostatecznie w tę rolę wcielił się Anders Clason, ówczesny dyrektor Instytutu Szwedzkiego.